# William Lloyd Garrison
William Lloyd Garrison (Newburyport, Massachusetts, 1805. december 10. – New York, 1879. május 24.) amerikai író, a rabszolgaság eltörlésének lelkes támogatója.

## Élete
Kilencéves korában cipészinas volt, 1818-ban fényképészetet kezdett tanulni, majd még ugyanazon évben betűszedő lett. 16-17 éves korában cikkeket kezdett írni a Heraldba, a politikai körök figyelmét a rabszolgaság kérdésére híván föl, 1824-ben a Herald szerkesztője, majd 1826-ban a Free Press tulajdonosa és szerkesztője lett, melybe cikkeit előzetes leírás nélkül, maga szedte ki. 1831-ben megindította a Liberator című lapot, mely nevével elválaszthatatlanul össze van kötve és melyet 35 éven át, vagyis mindaddig szerkesztett, míg az 
Egyesült Államokban a rabszolgaság el nem töröltetett. 1833-ban meglátogatta Nagy Britanniát, honnan visszatérvén hazájába a New York-i Tappan fivérekkel megalapította az Amerikai Rabszolgaság-ellenes Társaságot, melynek aztán elnöke lett. 1846-ban és 1848-ban ismét fölkereste Angliát, hogy itt is terjessze emberbaráti eszméit. Az Egyesült Államok északi államaiban felkorbácsolta a kedélyeket az 1793-ban hozott Szökött Rabszolgatörvény 1850-es megszigorítása, amelyet a kongresszusban a déli államok képviselői erőltettek át, a szigorúbb törvények értelmében a már menedéket lelt nem rabszolgatartó államokból is vissza kellett szolgáltatni a négereket az eredeti jogos tulajdonosnak. Az amerikai polgárháború kitörése (1861) előtti évtizedben erőteljes ellenszenv uralkodott északon a déli rabszolgatartók irányában.
Amikor 1865-ben a rabszolgaság végleg eltöröltetett az Egyesült Államokban, barátai 30 000 dollár ajándékot gyűjtöttek össze William Lloyd Garrison részére, szolgálatai emlékéül. Még egyszer megfordult 1866-ban Angliában, ahol a legelőkelőbb férfiak részéről fényes ünnepeltetésekben részesült. Neve emlékét még két önálló irodalmi mű is őrzi: Sonnetts and other Poems (1847) és Selections from his Writings and Speeches (1852). Fiai megírták és kiadták életrajzát (New York, 1889).

## Művei
- A letter to Louis Kossuth; Arno–The New York Times, New York, 1969